# Дайвиссон
Дайвиссон Андре Лима дос Сантос (порт. Dayvisson André Lima dos Santos; род. 4 января 2006) — бразильский футболист, защитник клуба «Атлетико Паранаэнсе».

## Клубная карьера
Дайвиссон — воспитанник клуба «Атлетико Паранаэнсе».

## Международная карьера
В 2023 году в составе юношеской сборной Бразилии Дайвиссон стал победителем юношеского чемпионата Южной Америки в Эквадоре. На турнире он сыграл в матчах против сборных Уругвая, Венесуэлы и Эквадора.

## Достижения
Международные
 Бразилия (до 17)
- Победитель юношеского чемпионата Южной Америки — 2023